# Trachelium halteratum
Trachelium halteratum är en klockväxtart som först beskrevs av Giuseppe Bianca, Ces., Pass. och Giuseppe Gibelli, och fick sitt nu gällande namn av Noel Yvri Sandwith. Trachelium halteratum ingår i släktet Trachelium och familjen klockväxter.
Artens utbredningsområde är Sicilien. Inga underarter finns listade i Catalogue of Life.